# درخشان‌زنبورتباران
تبار درخشان‌زنبورتباران (به لاتین: Euglossini)، در زیرخانواده زنبوریان عسل، که معمولاً به عنوان زنبورهای ارکیده یا زنبورهای اوگلوسین شناخته می‌شوند، تنها گروهی از زنبورهای کوربیکوله هستند که اعضای غیرانگلی آن‌ها همه رفتار فرااجتماعی ندارند.

## ویژگی‌ها

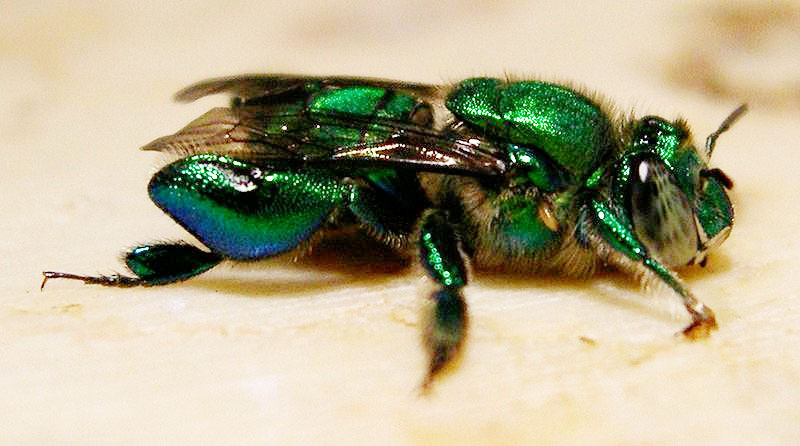
نر Euglossa sp.

بیشتر گونه‌های این تبار منفرد هستند، اگرچه تعداد کمی از آنها اشتراکی هستند یا شکل‌های ساده‌ای از اجتماعی بودن را نشان می‌دهند. حدود ۲۰۰ گونه توصیف شده وجود دارد که در پنج سرده پراکنده شده‌اند: Euglossa , Eulaema , Eufriesea , Exaerete و Aglae تک‌نماد. همه به‌طور انحصاری در آمریکای جنوبی یا مرکزی یافت می‌شوند (اگرچه یک گونه، Euglossa dilemma، در ایالات متحده ایجاد شده‌است). سردهٔ Exaerete و Aglae از انگل‌های طعمه‌دزد در لانه زنبورهای دیگر ارکیده هستند. همه به جز Eulaema با رنگ‌های فلزی درخشان، عمدتاً سبز، طلایی و آبی مشخص می‌شوند.
ماده‌ها گرده و شهد را به عنوان غذا از گیاهان مختلف و رزین، گل و دیگر مواد را برای لانه‌سازی جمع‌آوری می‌کنند. برخی از همین گیاهان خوراکی نیز توسط نرها استفاده می‌شود که پس از بیرون آمدن از تخم از لانه خارج می‌شوند و برنمی‌گردند.